# Божич, Степан
Степан Божич (англ. Stjepan Božić; род. 23 октября 1974, Брежице, СФРЮ) — хорватский боксёр-профессионал, выступавший во второй средней (англ. super middleweight (168 lb, 76,2 кг)) и в полутяжёлой весовых категориях (англ. light heavyweight (175 lb, 79,4 кг)). Серебряный призёр чемпионата Европы по боксу (2000). Чемпион по версии WBA Intercontinental (2007—2009) во втором среднем весе.

## Любительская карьера
В мае 2000 года завоевал серебряную медаль на чемпионате Европы по боксу в Тампере (Финляндия).

## Профессиональная карьера
Первый свой профессиональный бой Степан Божич провёл 16 сентября 2000 года, одержав победу техническим нокаутом над словацким боксёром Тибором Хорвачем.
В августе 2007 года завоевал вакантный титул чемпиона мира по версии WBA Intercontinental победив единогласным решением судей датского боксёра заирского происхождения Лоленги Мока.
В ноябре 2009 года боролся за вакантный титул регулярного чемпиона мира по версии WBA проиграв бой техническим нокаутом немецкому боксёру казахстанского происхождения Дмитрию Сартисону.

## Статистика профессиональных боёв
В таблице перечислены результаты всех поединков боксёров.
В каждой строке указан результат поединка. Дополнительно номер поединка обозначен цветом, который обозначает итог поединка. Расшифровка обозначений и цветов представлена в нижеследующей таблице.
| Пример | Расшифровка                     |
| ------ | ------------------------------- |
|        | Победа                          |
|        | Ничья                           |
|        | Поражение                       |
|        | Планируемый поединок            |
|        | Поединок признан несостоявшимся |
| КО     | Нокаут                          |
| ТКО    | Технический нокаут              |
| PTS    | Решение судей (по очкам)        |
| UD     | Единогласное решение судей      |
| MD     | Решение большинства судей       |
| SD     | Раздельное решение судей        |
| RTD    | Отказ от продолжения боя        |
| DQ     | Дисквалификация                 |
| NC     | Поединок признан несостоявшимся |

| Бой | Дата            | Соперник                   | Место проведения                                | Раундов    | Примечание                                                                                       |
| --- | --------------- | -------------------------- | ----------------------------------------------- | ---------- | ------------------------------------------------------------------------------------------------ |
| 40  | 14 марта 2015   | Михал Герлески (9-0-0)     | Любин, Польша                                   | TKO 4 (8)  |                                                                                                  |
| 39  | 31 января 2015  | Марек Матья (7-0-0)        | Торунь, Польша                                  | TKO 3 (8)  |                                                                                                  |
| 38  | 6 декабря 2014  | Цойге, Тайрон (15-0-0)     | Ольденбург, Германия                            | RTD 5 (12) | Проиграл бой за титул чемпиона мира по версии IBF International во 2-м среднем весе              |
| 37  | 3 августа 2014  | Мирослав Квочка (9-38-1)   | Новалья, Хорватия                               | UD (6)     |                                                                                                  |
| 36  | 23 марта 2014   | Фёдор Чудинов (9-0-0)      | СК «Знамя», Ногинск, Московская область, Россия | RTD 5 (12) | Проиграл бой за вакантный титул WBC CIS and Slovenian Boxing Bureau (CISBB) во 2-м среднем весе. |
| 35  | 19 декабря 2013 | Паата Вардуашвили (26-7-2) | Абу-Даби, ОАЭ                                   | RTD 4 (8)  |                                                                                                  |